# 버지니아 안

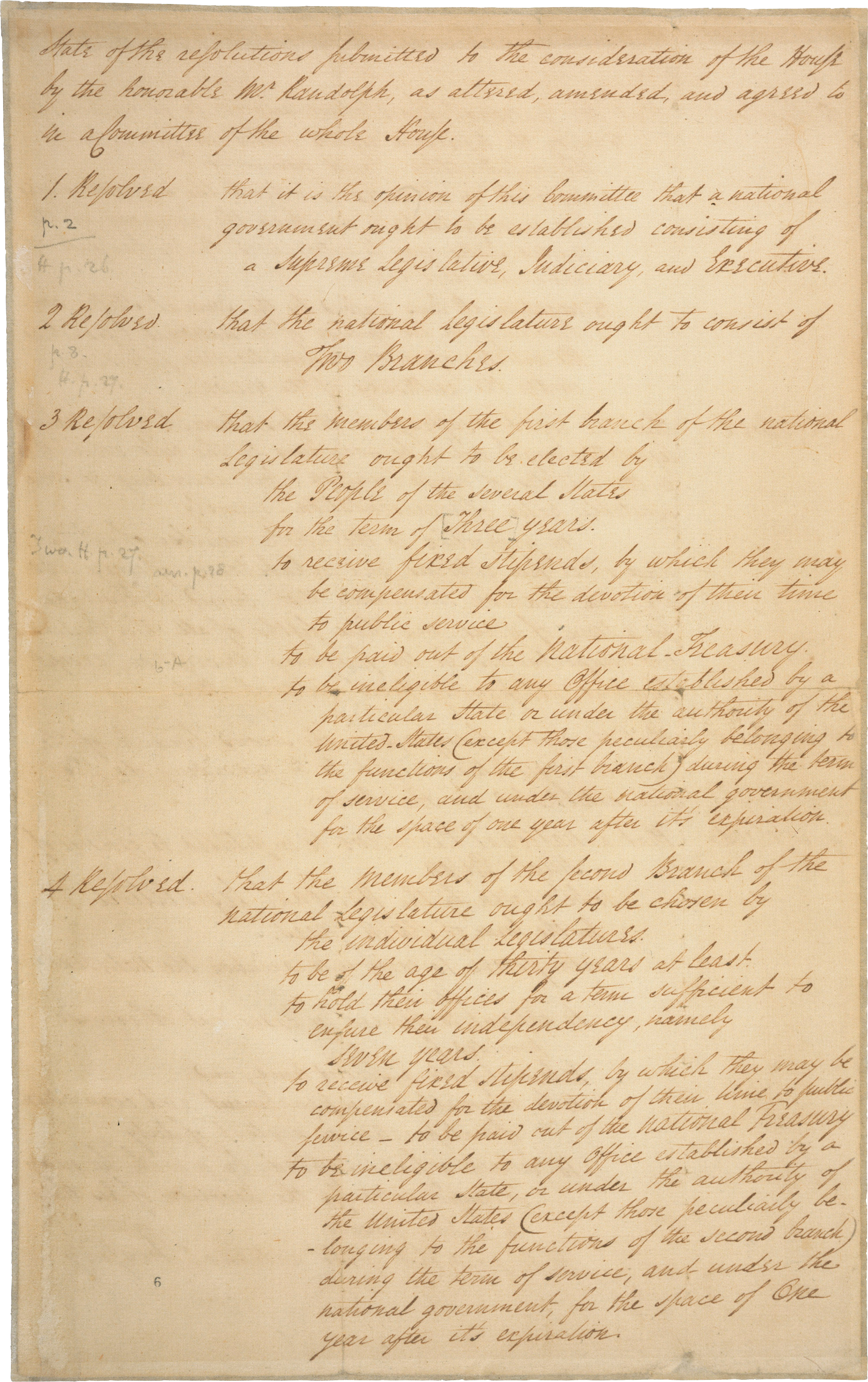

버지니아 안(Virginia Plan)은 미합중국의 필라델피아 헌법회의에서 제기된 헌법 개정 방안이다. 남부 5개 주(버지니아주, 메릴랜드주, 노스캐롤라이나주, 사우스캐롤라이나주, 조지아주) 등 규모가 큰 주를 대변하는 개정 방안으로, 제임스 매디슨과 에드먼드 랜돌프가 대표적으로 주장했다.

## 주요내용
1. 입법부, 행정부, 사법부로 조직된 3개 부처 (삼권분립)
2. 양원제 채택 (상원 - 주의회에서의 간접선거, 하원 - 직접선거)
3. 행정수반(1명)은 의회 선출, 단임제 임기
4. 국가법원(National Judiciary) 구성, 의회에서 판사 선출
5. 연방의회는 주의회보다 우위
6. 행정수반과 사법부는 수정위원회를 설치하여 입법부 법안에 대한 거부권 행사 가능
7. 입법부는 거부권에 대해 양원의 투표로 번복 가능[1]

## 같이 보기
- 뉴저지 안
- 대타협